# Vendin-le-Vieil
Vendin-le-Vieil és un municipi francès situat al departament del Pas de Calais i a la regió dels Alts de França. L'any 2007 tenia 7.189 habitants.

## Demografia

### Població
El 2007 la població de fet de Vendin-le-Vieil era de 7.189 persones. Hi havia 2.538 famílies de les quals 615 eren unipersonals (210 homes vivint sols i 405 dones vivint soles), 660 parelles sense fills, 1.038 parelles amb fills i 225 famílies monoparentals amb fills.
La població ha evolucionat segons el següent gràfic:
Habitants censats

### Habitatges
El 2007 hi havia 2.694 habitatges, 2.607 eren l'habitatge principal de la família, 1 era una segona residència i 85 estaven desocupats. 2.431 eren cases i 217 eren apartaments. Dels 2.607 habitatges principals, 1.404 estaven ocupats pels seus propietaris, 1.130 estaven llogats i ocupats pels llogaters i 73 estaven cedits a títol gratuït; 52 tenien una cambra, 114 en tenien dues, 264 en tenien tres, 697 en tenien quatre i 1.481 en tenien cinc o més. 1.870 habitatges disposaven pel capbaix d'una plaça de pàrquing. A 1.145 habitatges hi havia un automòbil i a 973 n'hi havia dos o més.

### Piràmide de població
La piràmide de població per edats i sexe el 2009 era:
| Homes | Edats   | Dones |
| ----- | ------- | ----- |
| 0     | 95 o +  | 8     |
| 0     | 90 a 94 | 20    |
| 20    | 85 a 89 | 44    |
| 28    | 80 a 84 | 40    |
| 80    | 75 a 79 | 192   |
| 68    | 70 a 74 | 160   |
| 132   | 65 a 69 | 132   |
| 96    | 60 a 64 | 152   |
| 156   | 55 a 59 | 148   |
| 192   | 50 a 54 | 196   |
| 236   | 45 a 49 | 252   |
| 240   | 40 a 44 | 252   |
| 260   | 35 a 39 | 260   |
| 260   | 30 a 34 | 232   |
| 212   | 25 a 29 | 208   |
| 217   | 20 a 24 | 188   |
| 280   | 15 a 19 | 328   |
| 324   | 10 a 14 | 288   |
| 240   | 5 a 9   | 260   |
| 260   | 0 a 4   | 176   |

## Economia
El 2007 la població en edat de treballar era de 4.663 persones, 3.104 eren actives i 1.559 eren inactives. De les 3.104 persones actives 2.641 estaven ocupades (1.483 homes i 1.158 dones) i 463 estaven aturades (244 homes i 219 dones). De les 1.559 persones inactives 387 estaven jubilades, 400 estaven estudiant i 772 estaven classificades com a «altres inactius».

### Ingressos
El 2009 a Vendin-le-Vieil hi havia 2.707 unitats fiscals que integraven 7.437 persones, la mediana anual d'ingressos fiscals per persona era de 14.896 €.

### Activitats econòmiques
Dels 269 establiments que hi havia el 2007, 6 eren d'empreses extractives, 8 d'empreses alimentàries, 3 d'empreses de fabricació de material elèctric, 8 d'empreses de fabricació d'altres productes industrials, 26 d'empreses de construcció, 100 d'empreses de comerç i reparació d'automòbils, 15 d'empreses de transport, 14 d'empreses d'hostatgeria i restauració, 5 d'empreses d'informació i comunicació, 10 d'empreses financeres, 11 d'empreses immobiliàries, 19 d'empreses de serveis, 26 d'entitats de l'administració pública i 18 d'empreses classificades com a «altres activitats de serveis».
Dels 50 establiments de servei als particulars que hi havia el 2009, 2 eren oficines de correu, 1 una oficina bancària, 2 funeràries, 1 taller de reparació d'automòbils i de material agrícola, 1 taller d'inspecció tècnica de vehicles, 2 autoescoles, 1 paleta, 2 guixaires pintors, 4 fusteries, 8 lampisteries, 2 electricistes, 5 empreses de construcció, 10 perruqueries, 7 restaurants, 1 tintoreria i 1 saló de bellesa.
Dels 64 establiments comercials que hi havia el 2009, 1 era, 2 supermercats, 1 un supermercat, 2 botigues de més de 120 m², 3 fleques, 1 una fleca, 21 botigues de roba, 4 botigues d'equipament de la llar, 4 sabateries, 2 botigues d'electrodomèstics, 6 botigues de mobles, 4 botigues de material esportiu, 2 botigues de material de revestiment de parets i terra, 2 drogueries, 2 perfumeries, 5 joieries i 2 floristeries.
L'any 2000 a Vendin-le-Vieil hi havia 4 explotacions agrícoles.

## Equipaments sanitaris i escolars
El 2009 hi havia 1 psiquiàtric, 2 farmàcies i 1 ambulància.
El 2009 hi havia 3 escoles maternals i 2 escoles elementals. Vendin-le-Vieil disposava d'un col·legi d'educació secundària amb 533 alumnes.

## Poblacions més properes
El següent diagrama mostra les poblacions més properes.